# مخطط أصوات القلب

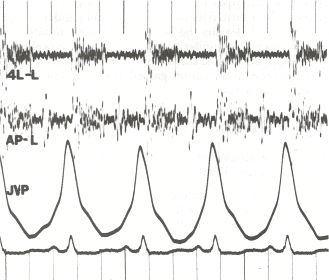
مخطط صوتي ونبض الوريد الوداجي من رجل في منتصف العمر مصاب بارتفاع ضغط الدم الرئوي (ضغط الشريان الرئوي 70 ملم زئبق) بسبب اعتلال عضلة القلب. يُظهر تتبع النبض الوريدي الوداجي موجة بارزة دون ملاحظة موجة c أو v. تظهر تخطيطات القلب الصوتية (الفص الأيسر الرابع والقمة القلبية) نفخة من قصور ثلاثي الشرفات والقصور البطيني والأذيني.

مخطط أصوات القلب (بالإنجليزية: Phonocardiogram)‏ عملية تهدف لتسجيل الدقة العالية للأصوات والأصوات الغامضة التي يصنعها القلب مثل لغط القلب ويصعب اكتشافها بسماعة الطبيب العادية ويتم ذلك بمساعدة جهاز «مخطط أصوات القلب» وينتج لنا هذا الجهاز تخطيط صوتي كامل لكل أصوات القلب خلال دورة قلبية كاملة.

## الاستخدام الطبي
تنجم الأصوات عن الاهتزازات التي تنشأ عن إغلاق صمامات القلب، يوجد اثنان في الوضع الطبيعي: الأول عندما تغلق الصمامات الأذينية البطينية (ثلاثية الشرفات والميتالية) في بداية الانقباض والثانية عندما يكون الصمام الأبهري والصمام الرئوي (الصمامات الهلالية) أغلقت في نهاية الانقباض. إنها تسمح باكتشاف الأصوات غير المسموعة ولغط القلب، وتسجيل بشكل دائم هذه الأصوات. على النقيض من ذلك، لا يمكن للسماعة الطبية العادية دومًا اكتشاف كل هذه الأصوات أو لغط القلب، ولا توفر أي سجل لحدوثها. يوفر هذا الجهاز القدرة على تقدير وتسجيل الأصوات التي يصدرها القلب والتي تعطي الطبيب المعالج معلومات غير متاحة بسهولة من خلال اختبارات أكثر تطوراً، وتوفر معلومات حيوية حول تأثيرات بعض الأدوية على القلب. إنها أيضًا وسيلة فعالة لتتبع تقدم مرض الشخص. [بحاجة لمصدر طبي].

مخطط Wiggers للأحداث المختلفة لدورة القلب، بما في ذلك رسم القلب في الأسفل.

### الأصوات الكبيرة المنفصلة وفصل الموجات الصوتية الصغيرة في القلب
وفقًا لمراجعة قام بها العالم تشيرف إيتال، فإن تحويل المويجات المنفصل DWT أفضل في عدم التأثير على S1 أو S2 أثناء تصفية أصوات القلب مثل لغط القلب. يؤثر نظام باكيت في فصل وتوضيح الموجات الصغيرة على البنية الداخلية أكثر بكثير من الخارجية.

## التاريخ
قدم جون كيفر براءة اختراع في جهاز تخطيط أصوات القلب في عام 1970 عندما كان موظفًا في الحكومة الأمريكية. يشير وصف البراءة الأصلي إلى أنه جهاز يحاكي الأصوات البشرية عن طريق الجهد الكهربائي.